# North Hollywood
North Hollywood (abbreviato in NoHo) è un distretto della città statunitense di Los Angeles, California, situato nella San Fernando Valley.
I suoi confini sono delimitati a sud dalla Moorpark Street e dalla Ventura Freeway, a sud-est dal Burbank Blvd. e dalla Coldwater Canyon Ave., a nord-ovest dalla Tonopah St., a nord-est dalle Laurel Canyon Blvd./ Webb Ave./ Lankershim Blvd., Sherman Way, e ad est dalla Clybourn Ave. La Hollywood Freeway (California Highway 170) corre da nord a sud nel mezzo di NoHo. Conta 118.397 abitanti (2010).

## Storia
Già parte della Mission San Fernando Rey de España, a seguito del trattato di Cahuenga, firmato il 13 gennaio 1847, che mise fine ai combattimenti della guerra messico-statunitense in California, e al trattato di Guadalupe Hidalgo, sottoscritto il 2 febbraio 1848, il suo territorio entrò a far parte degli Stati Uniti. Passò poi nelle mani degli investitori della San Fernando Farm Homestead Association che comprò il Rancho Ex-Mission San Fernando (secolarizzazione della precedente Mission San Fernando Rey de España).
Uno dei maggiori investitori, Isaac Lankershim, propose di destinare tale appezzamento di terreno all'allevamento di pecore; nel 1873 l'attività venne poi trasformata nella più profittevole coltivazione di grano da parte del futuro genero di Lankershim, James Boon (J. B.) Lankershim, e da Isaac Newton Van Nuys (che nel 1911 fonderà l'attuale distretto di Van Nuys) che la amministrarono grazie alla neo fondata Los Angeles Farming and Milling Company.
La località venne fondata nel 1887, quando J.B. Lankershim ed altri investitori comprarono dalla Los Angeles Farming and Milling Company 12 000 acri, su cui, dall'aprile 1888, stabilirono per la vendita una serie di piccole fattorie con già piantati ed attecchiti alberi decidui da frutta e noccioline, principalmente pesche, pere, albicocche e noci, varietà che possono resistere alle estati senza pioggia della valle e possono contare sulla falda freatica lungo il Tujunga Wash. I suoi residenti la chiamarono inizialmente Toluca, per poi essere rinominata Lankershim nel 1896. Nel 1903 venne denominata "il villaggio delle pesche". A seguito dell'apertura nel 1913 dell'acquedotto di Los Angeles, ma soprattutto alla siccità nella valle, si fece largo l'idea della sua annessione alla città di Los Angeles che avvenne nel 1919 per la sua parte ovest e per la parte rimanente nel 1923.
Negli anni seguenti l'attività agricola subì un forte calo sostituita dallo sviluppo del settore immobiliare che, per renderla più attrattiva vista la vicinanza di Hollywood, nel 1927 la rinominarono nell'attuale North Hollywood. Dagli anni cinquanta vi è stata una progressiva migrazione della popolazione verso altre zone della città, con conseguente immigrazione di famiglie di colore ed ispaniche. Nel 1997 la località è divenuta nota per una sparatoria.

## Trasporti
NoHo è sede del capolinea nord della linea rossa della metropolitana e del capolinea ovest della metro linea arancione (Bus Rapid Transit).